# Nanticoke, Pennsylvania
Nanticoke är en stad (city) i Luzerne County i Pennsylvania. Vid 2010 års folkräkning hade Nanticoke 10 465 invånare.

## Kända personer från Nanticoke
- Paul Kanjorski, politiker